# Дьюпвегюр
Дьюпвегюр (исл. Djúpvegur, слушатьо файле; дорога 61) — дорога на северо-западе Исландии в регионе Вестфирдир. Дорога предоставляет самый быстрый и безопасный способ добраться от Исафьордюра до остальной Исландии. Дьюпвегюр полностью заасфальтирован и эта дорога короче, чем Вестфьярдарвегюр.

## Маршрут
Дьюпвегюр начинается от дороги Вестфьярдарвегюр 60 возле Кроуксфьярдарнеса у берегов Кроукс-фьорда. Далее проходит по перевалу через горный массив Трёдлатунгюхейди к южному берегу Стейнгримс-фьорда (неподалёку от города Хоульмавик), вдоль которого дорога идет до входа в долину Стадардалюр и начала подъёма на горный массив Стейнгримсхейди. Затем Дьюпвегюр проходит по берегам Иса-фьорда, пересекает по мосту устье Рейкья-фьорда, проходит у берегов Ватнс-фьорда и озера Стейнхусаватн и практически посередине пересекает Мьоуи-фьорд по мосту через пролив Эйясюнд. Проходя вдоль левого берега Мьоуи-фьорда Дьюпвегюр идёт по берегу Скётю-фьорда, Хест-фьорда, Сейдис-фьорда и Аульфта-фьорда, пересекая селение Судавик расположенное на его левом берегу. Обогнув полуостров Аднанес, дорога выходит к берегам Скютюлс-фьорда и проходит сначала возле аэропорта Исафьордюра, затем пройдя через город Исафьордюр и селение Хнивсдалюр, по тоннелю Болунгарвикюргёйнг дорога приходит в Болунгарвик, где и оканчивается.
Ранее Дьюпвегюр проходил между Хнивсдалюр и Болунгарвиком по берегу моря у самого подножия гор Арафьядль и Оусхидна, но из-за высокой угрозы схода лавин этот участок, называемый Оусхлидарвегюр 6302, был закрыт в сентябре 2010 года. 
|  |  |  | 267 км - конец в городе Болунгарвик            |
|  |  |  | 260 км — тоннель Болунгарвикюргёйнг            |
|  |  |  | 256 км — селение Хнивсдалюр                    |
|  |  |  | 254 км — город Исафьордюр                      |
|  |  |  | 252 км — поворот на Сельяландсдальсвегюр 637   |
|  |  |  | 251 км — поворот на Вестфьярдарвегюр 60        |
|  |  |  | 240 км — тоннель Аднарнессгёйнг                |
|  |  |  | 232 км — город Судавик                         |
|  |  |  | 140 км — поворот на Лёйгардальсвегюр 632       |
|  |  |  | 129 км — поворот на Мьоуифьярдарвегюр 633      |
|  |  |  | 128 км — мост через Мьоуи-фьорд                |
|  |  |  | 127 км — поворот на Мьоуифьярдарвегюр 633      |
|  |  |  | 118 км — мост через Рейкья-фьорд               |
|  |  |  | 78 км — поворот на Снайфьядластрандарвегюр 635 |
|  |  |  | 58 км — поворот на Тоурскавьярдавегюр 608      |
|  |  |  | 40 км — поворот на Страндавегюр 643            |
|  |  |  | 30 км — поворот на Хоульмавикюрвегюр 67        |
|  |  |  | 25 км — поворот на Иннстрандавегюр 68          |
|  |  |  | 0 км — начало от дороги Вестфьярдарвегюр 60    |